# Guglielmo Del Bimbo
Guglielmo Del Bimbo (Livorno, 26 novembre 1903 – 3 novembre 1973) è stato un canottiere italiano, medaglia d'argento nella gara di otto con nel Canottaggio ai Giochi olimpici di Los Angeles 1932 e di Berlino 1936, medaglia d'oro con lo stesso armo ed ai campionati europei Bydgoszcz 1929.

## Gli scarronzoni
Del Bimbo faceva parte della Unione Canottieri Livornesi, gli atleti di questa società erano soprannominati "scarronzoni", il termine derivava dal loro sgraziato modo di ragatare. In particolare gli equipaggi dell'otto degli scarronzoni, si misero in luce nelle manifestazioni internazionali di canottaggio a cavallo degli anni 1920 e 1930, sia a livello di Giochi olimpici che di campionati europei.

## Palmarès
| Anno | Manifestazione  | Sede        | Evento   | Risultato |
| ---- | --------------- | ----------- | -------- | --------- |
| 1932 | Giochi olimpici | Los Angeles | Otto con | Argento   |
| 1936 | Giochi olimpici | Berlino     | Otto con | Argento   |